# 海因茨·金特哈特
海因茨·金特哈特（德語：Heinz Günthardt，1959年2月8日—），瑞士男子网球运动员。他曾获得法国网球公开赛男子双打冠军、混合双打冠军、温布尔登网球锦标赛男子双打冠军、美国网球公开赛混合双打冠军。